# Küps
Küps es un municipio situado en el distrito de Kronach, en el estado federado de Baviera (Alemania). Tiene una población estimada, a fines de mayo de 2024, de 7822 habitantes.